# Thailand Open 2004
Die Thailand Open 2004 im Badminton fanden in Bangkok vom 20. bis zum 25. Januar 2004 statt.

## Sieger und Platzierte
| Disziplin    | Gold                            | Silber                                  | Bronze                                |
| ------------ | ------------------------------- | --------------------------------------- | ------------------------------------- |
| Herreneinzel | Boonsak Ponsana                 | Ng Wei                                  | Dicky Palyama                         |
| Herreneinzel | Boonsak Ponsana                 | Ng Wei                                  | Park Tae-sang                         |
| Dameneinzel  | Yao Jie                         | Jun Jae-youn                            | Tracey Hallam                         |
| Dameneinzel  | Yao Jie                         | Jun Jae-youn                            | Chen Lanting                          |
| Herrendoppel | Alvent Yulianto Luluk Hadiyanto | Anthony Clark Nathan Robertson          | Patapol Ngernsrisuk Sudket Prapakamol |
| Herrendoppel | Alvent Yulianto Luluk Hadiyanto | Anthony Clark Nathan Robertson          | Chien Yu-hsun Huang Shih-chung        |
| Damendoppel  | Zhang Dan Zhang Yawen           | Du Jing Yu Yang                         | Kamila Augustyn Nadieżda Kostiuczyk   |
| Damendoppel  | Zhang Dan Zhang Yawen           | Du Jing Yu Yang                         | Cheng Wen-hsing Chien Yu-chin         |
| Mixed        | Nathan Robertson Gail Emms      | Sudket Prapakamol Saralee Thungthongkam | Anggun Nugroho Eny Widiowati          |
| Mixed        | Nathan Robertson Gail Emms      | Sudket Prapakamol Saralee Thungthongkam | Simon Archer Donna Kellogg            |

## Finalergebnisse
| Disziplin    | Sieger                          | Finalist                                | Ergebnis           |
| ------------ | ------------------------------- | --------------------------------------- | ------------------ |
| Herreneinzel | Boonsak Ponsana                 | Ng Wei                                  | 15-3, 15-3         |
| Dameneinzel  | Yao Jie                         | Jun Jae-youn                            | 11-8, 2-11, 11-6   |
| Herrendoppel | Luluk Hadiyanto Alvent Yulianto | Anthony Clark Nathan Robertson          | 15-12, 15-6        |
| Damendoppel  | Zhang Dan Zhang Yawen           | Du Jing Yu Yang                         | 15-11, 15-7        |
| Mixed        | Nathan Robertson Gail Emms      | Sudket Prapakamol Saralee Thungthongkam | 8-15, 15-12, 15-11 |